# Limnophora novaeguinea
Limnophora novaeguinea är en tvåvingeart som beskrevs av Shinonaga 2005. Limnophora novaeguinea ingår i släktet Limnophora och familjen husflugor. Inga underarter finns listade i Catalogue of Life.